# Château de Clermont (Isère)
Le château de Clermont est un ancien château de terre du XIe siècle, reconstruit au XIIIe siècle et démantelé au XVIIe siècle, dont les ruines se dressent sur la commune de Chirens dans le département de l'Isère en région Auvergne-Rhône-Alpes. Il fut le chef-lieu du mandement de Chirens et le centre de la seigneurie de Clermont en Viennois.
Les ruines de la tour et les vestiges subsistants de l'ancien château et de ses deux enceintes font l’objet d’un classement au titre des monuments historiques par arrêté du 18 octobre 1983.

## Localisation
Les vestiges du château de Clermont sont situés dans le département de l'Isère sur la commune de Chirens, à 1,5 kilomètre à l'ouest du bourg, à 637 mètres d'altitude sur la colline de Clermont, un mamelon largement dégagé, qui domine au midi le hameau éponyme et surplombe la vallée de Chirens et offre un bel aperçu sur le vallon de l'Ainan à l'Est, le vallon de la Fure à l'Ouest et la vallée de Voiron et de l’Isère au Sud ; sans pour autant voir le lac de Paladru.

## Historique
Le château de Clermont et le mandement sont cités comme tels pour la première fois en 1107 lors du partage du comté de Sermorens et fut le berceau de la famille de Clermont qui apparaît dans les textes à la fin du XIe siècle.
Les fouilles de 1991 ont montré une première implantation dès la deuxième moitié du XIe siècle dont on ne connaît pas précisément le plan. Au XIIe siècle une tour de pierre se dresse sur le site. Au XIIIe siècle, tout est rasé et on recouvre d’une motte surmontée d’une tour polygonale. Ces fouilles ont mis au jour également les vestiges de la chapelle castrale Notre-Dame attestée au XIIe siècle et qui devait exister dès le XIe siècle.
Les seigneurs de Clermont qui étaient indépendants jusqu'alors, vont en 1203 avec Guillaume de Clermont rendre hommage pour leurs terres de Clermont, Saint-Geoire et Crépol à l'évêque de Vienne.
En 1317, le seigneur de Clermont rend hommage au dauphin Jean II de Viennois. Le château est alors aux marches des États de Savoie qui possèdent une enclave au sud, vers Voiron. La seigneurie devient la première baronnie du Dauphiné. La famille de Clermont verra ses terres au XIVe siècle élevées au titre de vicomté.
En 1547, Antoine III de Clermont est fait comte de Clermont en Viennois par le roi de France Henri II.
Il semble que le château ait été abandonné au début du XVIe siècle et démantelé en 1626 par ordre royal inspiré par Richelieu, comme les autres châteaux qui ne servaient plus à défendre la France.
En 1814, le colonel Lubière commandant d'une unité de l'armée napoléonienne décide de stopper en vain l'armée autrichienne en s'enfermant dans ce qui reste du château.
Seul le donjon, qui appartient toujours aux Clermont-Tonnerre subsiste aujourd'hui et il a la particularité peu courante d'être pentagonal. En face, se dresse le château de Montclair qu'une légende prétend être relié à Clermont par un souterrain et des sorties dans certaines maisons, laissant supposer des trésors enfouis sous les éboulements.

## Description
Le site se présente comme une triple enceinte concentrique commandée par un donjon pentagonal irrégulier sur motte, protégé par une courtine appareillée flanquée par une tour ronde. Le donjon, haut de quatre étages sur rez-de-chaussée que séparent des plancher, du XIIIe siècle, construit en pierre et en tuf, est aveugle, à l’exception d'une ouverture au troisième étage côté sud correspondant probablement aux latrines ; à ce même niveau subsiste côté nord la trace d'une grande cheminée.
De nos jours, les ruines qui subsistent peuvent être attribuées pour les parties les plus anciennes au XIIe siècle.